# 住吉香音
住吉 香音（すみよし かのん）は、フリーアナウンサーである。

## 人物
熊本県熊本市出身。熊本マリスト学園高等学校、広島大学経済学部卒業後、2017年入社。

## 担当番組
現在
・KBCニュース(不定期)
過去
- アサデス。九州山口リポーター
- スーパーJチャンネルくまもと
- シリタカ! - 【中継で熊本の情報を伝える。】
- くまパワ！６３０ニュースキャスター
- サキドリ！
- KABニュース